# François Beaudonnet
Pour les articles homonymes, voir Beaudonnet.
François Beaudonnet, né le 13 avril 1968 Bordeaux, est un journaliste français de télévision et radio.
Après avoir présenté le 13/14 sur France Inter, puis avoir été pendant 11 ans le correspondant permanent de France Télévisions à Bruxelles puis à Rome; il est grand reporter à France 2, éditorialiste de politique internationale sur France Info canal 27 et auteur du podcast "Au comptoir de l'info". Il est l'un des intervenants réguliers de l'émission Les informés sur la radio France Info. Depuis le 17 novembre 2019, il participe à l'émission Nous les Européens aux côtés de Francis Letellier sur France 3.
En 2009, François Beaudonnet crée Europe Hebdo, l'émission européenne des chaînes parlementaires françaises Public Sénat et LCP. Il la coprésente jusqu'en 2014.

## Biographie

### Ses débuts à la radio
Diplômé de l'école supérieure de commerce de La Rochelle (Sup de Co) et de l'Institut d'administration des entreprises d'Aix-en-Provence (IAE), il débute dans les radios locales de Radio France.
En décembre 1997, il couvre pour France Inter et France Info les occupations par les chômeurs de Marseille des antennes Assedic. Ce mouvement social fait la une de l'actualité en France pendant plusieurs semaines. Peu après, Jean-Luc Hees, alors directeur de France Inter, décide de l'engager à Paris au service économie et social.
En 1999, il succède à Christophe Hondelatte à la présentation du journal en direct et en public le 13/14. Les deux journalistes sont pour quelques mois en concurrence directe, puisque Christophe Hondelatte présente alors le journal de la mi-journée sur RTL. Pour la première fois dans l'histoire des deux radios, l'audience de France Inter à 13 heures dépasse celle d'RTL.
Toujours sur France Inter, il présente le 7/9 comme remplaçant de Stéphane Paoli. Il anime également régulièrement Le téléphone sonne. Dès le 11 septembre 2001, il présente pendant plusieurs semaines des éditions spéciales du journal de 13 heures.

### Carrière à la télévision
Remarqué par Olivier Mazerolle, le directeur de l'information de France 2, François Beaudonnet intègre la chaîne de télévision publique en 2002. Il alterne alors reportages et présentation de journaux. Il couvre les grandes affaires économiques, comme la saga Vivendi Universal. Le 3 juillet 2003, il annonce en direct dans le journal de 20 heures la nomination de Jean-René Fourtou à la place de Jean-Marie Messier.
Pendant la seconde guerre en Irak, il présente une série de flashes spéciaux. François Beaudonnet présente ponctuellement "les 4 vérités", l'interview politique du matin sur France 2, les journaux de Télématin ainsi que Le journal de la nuit.
Il réalise un long reportage sur la Turquie, dans le cadre du magazine Un œil sur la planète.
Entre 2009 et 2014, il coprésente Europe Hebdo l'émission européenne des chaînes parlementaires françaises. Chaque semaine, des députés européens, des ministres et des membres de la société civile viennent à Bruxelles parler de leur vision de l'Europe. Le 25 mars 2010, sur le plateau d'Europe Hebdo, Jean-Claude Trichet, le gouverneur de la Banque centrale européenne déclare qu'une intervention du FMI pour le sauvetage de la Grèce serait "évidemment très très mauvaise". C'est pourtant l'option choisie au même moment par les dirigeants européens réunis en sommet. Cette déclaration discordante fait immédiatement plonger l'Euro.
Le 5 novembre 2014, deux jours avant la divulgation dans la presse de l'affaire Luxleaks et alors qu'il est au courant de ce qui va être révélé, François Beaudonnet interroge à ce sujet Jean-Claude Juncker, le nouveau président de la commission européenne et ancien premier ministre du Luxembourg, lors de sa toute première conférence de presse à Bruxelles. Visiblement surpris et agacé par cette question, Jean-Claude Juncker hésite à répondre. Il affirme finalement qu'il laissera la commission européenne mener son enquête sur les pratiques fiscales du Grand Duché. Cette déclaration publique, enregistrée par les caméras de France 2 sera pendant plus d'une semaine la seule réponse officielle de Jean-Claude Juncker au scandale qui le déstabilise en tout début de mandat. Elle est alors diffusée par toutes les chaines européennes de radio et de télévision.
En 2015, François Beaudonnet devient le correspondant de France Télévisions à Rome. Il couvre l'actualité de l'Italie et du Vatican dans les journaux télévisés de 13 heures et 20 heures ainsi que dans l'émission quotidienne Télématin, présentée par William Leymergie. Il participe à la chronique sans frontières diffusée chaque matin en direct d'une capitale européenne.
En parallèle de ses activités à la télévision, il a également été chroniqueur à France Info.
Entre 2000 et 2003, il a été maître de conférences en journalisme à Sciences Po.
Ses reportages ont souvent été nommés lors de prix de journalisme, tant en radio qu'en télévision.
En juin 2019, il lance le podcast "Au comptoir de l'info", le tout premier podcast natif de France Télévisions dont le but est de présenter le travail des journalistes de France Télévisions.